# Pauline Johnson (actriz)
Katherine Johnson, conocida como Pauline Johnson (Newcastle upon Tyne, 3 de noviembre de 1899– Sherborne, 13 de febrero de 1947) fue una actriz de cine  británica, activa en la época del cine mudo.

## Biografía
Nació en Newcastle upon Tyne, Inglaterra, su verdadero nombre era Katherine Johnson. Fue una primera actriz en diferentes filmes británicos de la era muda. Falleció en Sherborne, Inglaterra, en 1947.

## Selección de su filmografía
- The Imperfect Lover (1921)
- Class and No Class (1921)
- A Sailor Tramp (1922)
- Wanted, a Boy (1924)
- One of the Best (1927)
- The Hellcat (1928)
- What Next? (1928)
- The Flying Scotsman (1929)
- The Wrecker (1929)
- Wait and See (1929)
- Little Miss London (1929)
- Would You Believe It! (1929)